# Coppa del Brasile 1990
La Coppa del Brasile 1990 (ufficialmente in portoghese Copa do Brasil 1990) è stata la 2ª edizione della Coppa del Brasile.

## Formula
Partite a eliminazione diretta con gare di andata e ritorno. In caso di pareggio nei tempi regolamentari, passa la squadra che ha realizzato il maggior numero di gol fuori casa. Nel caso non sia possibile determinare un vincitore con la regola dei gol fuori casa, sono previsti i tiri di rigore.

## Partecipanti
| Stato               | Squadra (Città)                   | Motivo qualificazione                           |
| ------------------- | --------------------------------- | ----------------------------------------------- |
| Acre                | Juventus-AC (Rio Branco)          | Vincitore del Campionato Acreano 1989           |
| Alagoas             | Capelense (Capela)                | Vincitore del Campionato Alagoano 1989          |
| Amazonas            | Rio Negro (Manaus)                | Vincitore del Campionato Amazonense 1989        |
| Bahia               | Vitória (Salvador)                | Vincitore del Campionato Baiano 1989            |
| Bahia               | Bahia (Salvador)                  | 2º nel Campionato Baiano 1989                   |
| Ceará               | Ceará (Fortaleza)                 | Vincitore del Campionato Cearense 1989          |
| Distretto Federale  | Taguatinga (Taguatinga)           | Vincitore del Campionato Brasiliense 1989       |
| Espírito Santo      | Desportiva (Cariacica)            | Vincitore del Campionato Capixaba 1989          |
| Goiás               | Goiás (Goiânia)                   | Vincitore del Campionato Goiano 1989            |
| Goiás               | Vila Nova (Goiânia)               | 2º nel Campionato Goiano 1989                   |
| Maranhão            | Moto Club (São Luís)              | Vincitore del Campionato Maranhense 1989        |
| Mato Grosso         | Mixto (Cuiabá)                    | Vincitore del Campionato Matogrossense 1989     |
| Mato Grosso do Sul  | Operário-MS (Campo Grande)        | Vincitore del Campionato Sul-Matogrossense 1989 |
| Minas Gerais        | Atlético Mineiro (Belo Horizonte) | Vincitore del Campionato Mineiro 1989           |
| Minas Gerais        | Cruzeiro (Belo Horizonte)         | 2º nel Campionato Mineiro 1989                  |
| Pará                | Remo (Belém)                      | Vincitore del Campionato Paraense 1989          |
| Paraíba             | Treze (Campina Grande)            | Vincitore del Campionato Paraibano 1989         |
| Paraná              | Coritiba (Curitiba)               | Vincitore del Campionato Paranaense 1989        |
| Paraná              | União Bandeirante (Bandeirantes)  | 2º nel Campionato Paranaense 1989               |
| Pernambuco          | Náutico (Recife)                  | Vincitore del Campionato Pernambucano 1989      |
| Pernambuco          | Santa Cruz (Recife)               | 2º nel Campionato Pernambucano 1989             |
| Piauí               | River (Teresina)                  | Vincitore del Campionato Piauiense 1989         |
| Rio de Janeiro      | Botafogo (Rio de Janeiro)         | Vincitore del Campionato Carioca 1989           |
| Rio de Janeiro      | Flamengo (Rio de Janeiro)         | 2º nel Campionato Carioca 1989                  |
| Rio Grande do Norte | América-RN (Natal)                | Vincitore del Campionato Potiguar 1989          |
| Rio Grande do Sul   | Grêmio (Porto Alegre)             | Vincitore del Campionato Gaúcho 1989            |
| Rio Grande do Sul   | Internacional (Porto Alegre)      | 2º nel Campionato Gaúcho 1989                   |
| San Paolo           | San Paolo (San Paolo)             | Vincitore del Campionato Paulista 1989          |
| San Paolo           | São José (São José dos Campos)    | 2º nel Campionato Paulista 1989                 |
| Santa Catarina      | Criciúma (Criciúma)               | Vincitore del Campionato Catarinense 1989       |
| Santa Catarina      | Joinville (Joinville)             | 2º nel Campionato Catarinense 1989              |
| Sergipe             | Sergipe (Aracaju)                 | Vincitore del Campionato Sergipano 1989         |

## Risultati

### Sedicesimi di finale
Andata 19, 21, 22, 23 e 27 giugno 1990, ritorno 27 giugno, 4 e 5 luglio 1990.
| Squadra 1         | Totale      | Squadra 2        | Andata | Ritorno |
| ----------------- | ----------- | ---------------- | ------ | ------- |
| Treze             | 0-3         | Náutico          | 0-1    | 0-2     |
| Flamengo          | 9-1         | Capelense        | 5-1    | 4-0     |
| Juventus-AC       | 1-1 3-4 dcr | Rio Negro        | 1-0    | 0-1     |
| Cruzeiro          | 0-4         | Goiás            | 0-0    | 0-4     |
| Operário-MS       | 2-1         | Mixto            | 2-0    | 0-1     |
| São José          | 1-2         | Coritiba         | 1-2    | 0-0     |
| Bahia             | gfc 1-1     | Sergipe          | 0-0    | 1-1     |
| Desportiva        | 2-3         | Botafogo         | 1-1    | 1-2     |
| Taguatinga        | 2-0         | Vitória          | 1-0    | 1-0     |
| Moto Club         | 2-2 3-4 dcr | Remo             | 1-1    | 1-1     |
| Santa Cruz        | 3-2         | América-RN       | 3-1    | 0-1     |
| River             | 2-3         | Ceará            | 2-2    | 0-1     |
| Vila Nova         | 0-5         | Atlético Mineiro | 0-0    | 0-5     |
| União Bandeirante | 0-3         | San Paolo        | 0-1    | 0-2     |
| Internacional     | 1-2         | Criciúma         | 1-0    | 0-2     |
| Joinville         | 2-4         | Grêmio           | 1-1    | 1-3     |

### Ottavi di finale
Andata 10, 11, 12 luglio, 2 e 8 agosto 1990, ritorno 5, 10, 12 e 15 agosto 1990.
| Squadra 1   | Totale  | Squadra 2        | Andata | Ritorno |
| ----------- | ------- | ---------------- | ------ | ------- |
| Flamengo    | 3-1     | Taguatinga       | 2-0    | 1-1     |
| Ceará       | 0-3     | Náutico          | 0-0    | 0-3     |
| Rio Negro   | 0-3     | Atlético Mineiro | 0-1    | 0-2     |
| Operário-MS | 0-6     | Goiás            | 0-1    | 0-5     |
| Santa Cruz  | 0-1     | Remo             | 0-0    | 0-1     |
| Bahia       | 2-1     | Botafogo         | 1-0    | 1-1     |
| Grêmio      | 1-1 gfc | San Paolo        | 1-1    | 0-0     |
| Coritiba    | 0-1     | Criciúma         | 0-1    | 0-0     |

### Quarti di finale
Andata 25, 27 luglio, 22 e 29 agosto 1990, ritorno 28, 29 luglio e 5 settembre 1990.
| Squadra 1        | Totale | Squadra 2 | Andata | Ritorno |
| ---------------- | ------ | --------- | ------ | ------- |
| Bahia            | 1-2    | Flamengo  | 1-1    | 0-1     |
| Atlético Mineiro | 3-4    | Goiás     | 0-0    | 3-4     |
| Criciúma         | 2-1    | San Paolo | 2-0    | 0-1     |
| Remo             | 3-5    | Náutico   | 3-1    | 0-4     |

### Semifinali
Andata 12 e 13 settembre 1990, ritorno 26 settembre e 16 ottobre 1990.
| Squadra 1 | Totale      | Squadra 2 | Andata | Ritorno |
| --------- | ----------- | --------- | ------ | ------- |
| Criciúma  | 1-1 1-3 dcr | Goiás     | 1-0    | 0-1     |
| Flamengo  | 5-2         | Náutico   | 3-0    | 2-2     |

### Finale

#### Andata
| Arbitro: | Marsiglia |

| |            | |
| Fernando 61’ | Marcatori  | |
| · Zé Carlos P · Ailton D · Vítor Hugo D · Fernando D · Piá Carioca D · Rogério D · Marquinhos C · Zanata C · Júnior C · Djalminha C · Zinho C · Renato Gaúcho A · Gaúcho A | Formazioni | · P Eduardo · D Wilson Goiano · A Cacau · D Richard · D Jorge Batata · D Lira · C Wallace · C Fagundes · C Luvanor · A Niltinho · A Túlio · A Dalton |
| Jair Pereira | Allenatori | Lapola |

#### Ritorno
| Arbitro: | Marsiglia |

| |            | |
| · Eduardo P · Wilson Goiano D · Rubens Carlos D · Richard D · Jorge Batata D · Dalton D · Wallace C · Fagundes C · Luvanor C · Josué C · Niltinho A · Túlio A | Formazioni | · P Zé Carlos · D Ailton · D Vítor Hugo · D Rogério · D Piá Carioca · C Uidemar · C Júnior · C Bobô · C Nélio · C Zinho · A Renato Gaúcho · A Gaúcho |
| Lapola | Allenatori | Jair Pereira |

Flamengo vincitore della Coppa del Brasile 1990 e qualificato per la Coppa Libertadores 1991.

## Classifica marcatori
| Pos. | Giocatore | Squadra          | Gol |
| ---- | --------- | ---------------- | --- |
| 1    | Bizu      | Náutico          | 7   |
| 2    | Agnaldo   | Goiás            | 5   |
| 2    | Gaúcho    | Flamengo         | 5   |
| 2    | Túlio     | Goiás            | 5   |
| 5    | Leonardo  | Flamengo         | 3   |
| 5    | Moacir    | Atlético Mineiro | 3   |
| 5    | Zinho     | Flamengo         | 3   |